# Dermań Pierwszy
Dermań Pierwszy (ukr. Дермань Перша, Dermań Persza) – wieś na Ukrainie, w obwodzie rówieńskim, w rejonie rówieńskim, w hromadzie Mizocz. W 2022 liczyła 900 mieszkańców.